# Customizing
Customizing (englisch to customize = anpassen, der korrekte englische Begriff ist customization) ist der  Ausdruck für die Anpassung eines Serienprodukts an die Bedürfnisse eines Kunden.

## Begriff
Customizing ist ein Anglizismus, der überwiegend im deutschen Sprachraum verwendet wird. Das Verb to customize leitet sich von custom, maßgeschneidert, ab. Customizing bedeutet entsprechend das Anpassen eines Produktes an die individuellen Wünsche des Kunden und kann im Deutschen als Personalisierung, Individualisierung eines Produktes oder kundenspezifischer Anpassung übersetzt werden. Diese kann auf ein einzelnes Produkt hin erfolgen, wird jedoch seit einigen Jahren vermehrt auch auf industrielle Erzeugnisse im Massenmarkt angewandt. Findet die eigentliche Fertigung des individualisierten Produktes mit Techniken der Massenproduktion statt, so spricht man von Mass Customization. Die ausgeprägteste Form ist das pre-customizing, d. h. das Auswählen der Anpassung, basierend auf definierten Vorgaben. Eine weitere Variante ist das self-customizing, bei dem der Kunde aktiv eine Veränderung des Produktes vornimmt.

## Produktgruppen

### Gegenstände

#### Fahrzeuge

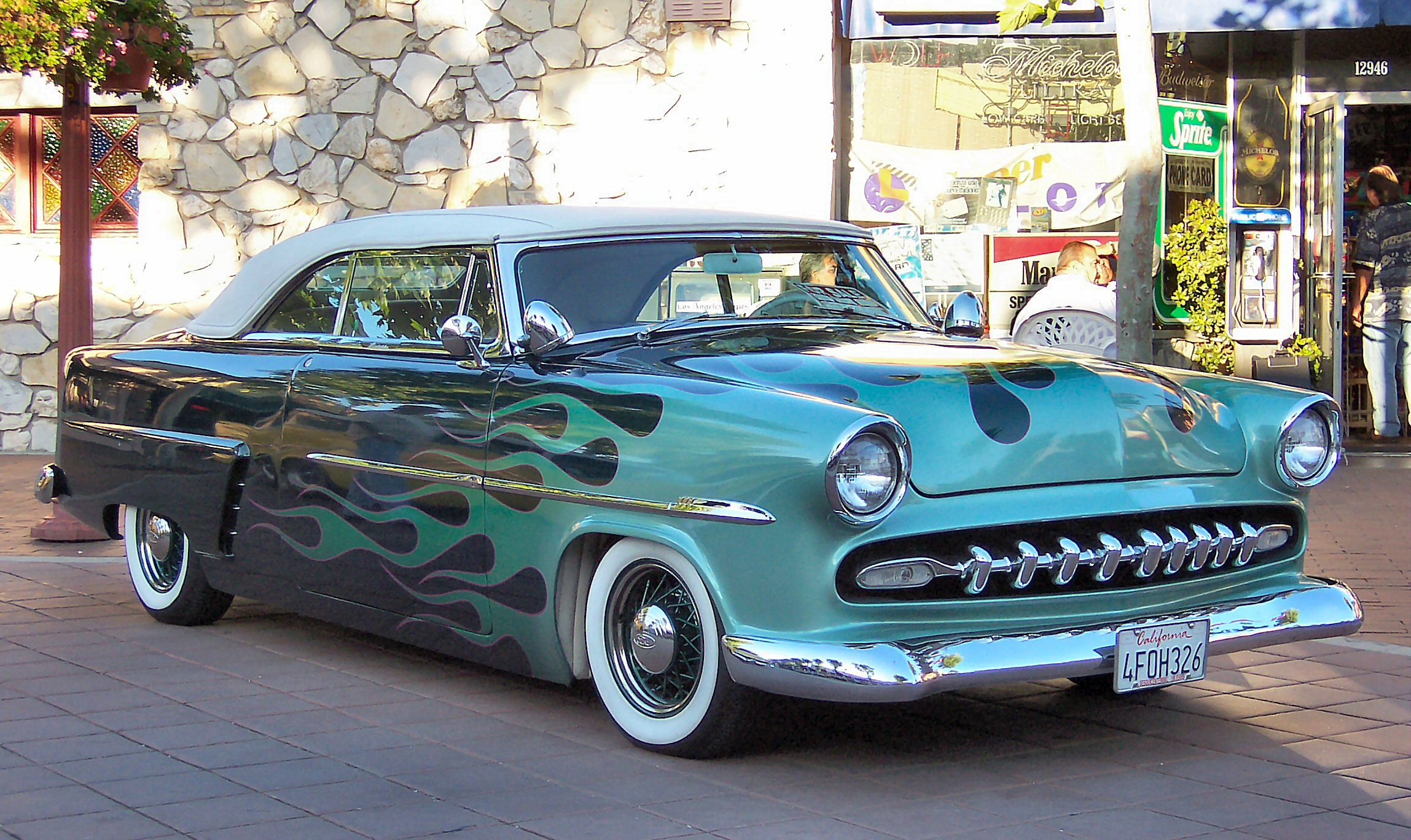
1953er Ford Customline, chopped custom

Customizing bei Fahrzeugen dient der Leistungssteigerung, aber auch allen sonstigen Wünschen von Eignern, vom Einbau riesiger Musikanlagen über die Umsetzung von Stilideen, wie der optischen Gestaltung eines Vans im Ritter- oder Piratenstil mittels Paintbrush und Accessoires, bis hin zu Umbauten für Jäger, wie der Einbau von Halterungen für Jagdwaffen und einer Wanne für erlegtes Wild.
Man unterscheidet nach der Fahrzeugart Roller: Custom Scooter, Motorrad: Custombike, Auto: Custom Car. Auch Wunschkennzeichen sind eine Art von Fahrzeug-Customizing.
Seit den 1950er Jahren gibt es in den USA eine Kustom Kulture.
Diverse Subkulturen beeinflussten die Kustom Kulture und wurden durch sie beeinflusst:
Rocker, Mods, Scooterboys.

#### Möbel
Die persönlich wahrgenommene Lebensqualität eines Menschen hat eine große Abhängigkeit von dem Umfeld, in dem er lebt. Die Wohnung spielt hierbei eine zentrale Rolle. Das Bedürfnis hierbei die eigene Individualität zum Ausdruck zu bringen, führte zu dem Trend personalisierter Möbel. Hierbei gibt es neben vielen pre-customized Produkten, wie z. B. bedruckte Hocker von Werkhaus, auch die Möglichkeit des self-customizing, wie der Stuhl von Modu Chair.

#### Sonstiges
In den letzten Jahren ist im Internet ein immer größer werdendes Angebot zu verzeichnen, bei dem Produkte, individuell gestaltet, bestellt werden können. Dies reicht über das eigene Parfüm bis hin zu individuell angefertigten Turnschuhen und Schmuck. Auch im Musikinstrumentenbau können individualisierte Musikinstrumente erworben werden. Je nach Auslegung des Begriffes können auch auf Kunden abgestimmte Handwerkstätigkeiten, wie z. B. das Schneidern von Kleidung, als Customizing verstanden werden.

### Virtuelle Güter

#### Software
Die Anpassung von Software kann durch Programmänderungen (Individualprogrammierung), durch das Setzen von Parametern (Parameter (Informatik)) erfolgen oder das Konfigurieren, also die Auswahl der Module (Modul (Software)), beeinflusst werden.
In großen Projekten kann der Aufwand für die Anpassung der Software und die Anpassung der Organisation an die Standardsoftware sehr hoch werden. Die Anpassung kann entweder in Eigenregie oder durch einen Dienstleister erfolgen, welcher häufig auch der Hersteller der Software ist.
Im Bereich von ERP-Software wie SAP ERP versteht man unter Customizing alle Anpassungen, die ohne Programmierung möglich sind. Darüber hinausgehende Anpassungen werden als Anpassungsprogrammierung bezeichnet und können in Eigenentwicklungen und Modifikationen eingeteilt werden. Dabei sind Eigenentwicklungen ergänzende Individualentwicklungen, die nicht in den Standard der Software eingreifen. Modifikationen dagegen greifen in den Standardprogrammcode ein. Anpassungsprogrammierungen sind mit einem erheblichen Mehraufwand verbunden, welcher vor allem bei Modifikationen auch den Verlust der Updatefähigkeit nach sich zieht.

#### Gaming
Neben klassischer Software gibt es auch im Internet virtuelle Güter, die an die Kundenwünsche angepasst werden können. Als bekanntes Beispiel sei hier das Browsergame FarmVille genannt, bei dem das Aussehen von Gegenständen im Spiel verändert werden kann. In vielen Rollenspielen besteht zudem die Möglichkeit seinem Charakter mittels eines Charakter-Editors sowie verschiedener Kostüme oder anderen Ausrüstungsgegenständen wie Waffen ganz ein individuelles Aussehen zu verpassen.

### Nahrung

#### Lebensmittel
Seit einigen Jahren zeichnet sich auch ein Individualierungstrend bei Lebensmitteln ab. Mittlerweile lässt sich über das Internet eine breite Auswahl an Lebensmitteln (Müsli, Säfte, Tee oder Kaffee, Marmelade, Schokolade und Gummibärchen) nach seinen individuellen Vorstellungen gestalten.
Nach dem Start des Branchenpioniers Mymuesli sind bis Mai 2011 weitere 57 Customized-Food-Anbieter in Deutschland gestartet. Davon musste rund ein Fünftel den Betrieb wieder einstellen, doch der Trend zu individuell abgestimmten Lebensmitteln setzt sich fort.

#### Tierfutter
Ebenfalls im Bereich der Tierernährung entstehen Produkte um das Haustier, die es ermöglichen, auf die unterstellten Ernährungsbedürfnisse von Tieren einzugehen. Der US-amerikanische Markt ist mit RedMoon Custom Petfood ein Vorreiter. Auch auf dem deutschen Markt sind mittlerweile mehrere Anbieter vertreten.

### Verpackungen
Einige Anbieter von Massenware, z. B. Körperpflegeprodukten oder Pralinen bieten an, die Verpackung mit einem individuellen Bild zu bedrucken. Diese Form von Customizing wird insbesondere bei typischen Geschenkartikeln angeboten.